# Ispansi
Pour plus de détails, voir Fiche technique et Distribution.
Ispansi est un film espagnol réalisé par Carlos Iglesias, sorti en 2010.

## Synopsis
Ce film est dédié "A ceux qui ne sont jamais revenus".
Le 20 novembre 1975.
"Avant que le temps n'efface mes souvenirs, j'ai voulu les partager avec tous ceux qui viendront après".
Le vieil homme qui prononce ces paroles n'a pas pris le soin pour s'asseoir, comme de coutume, d'enlever la neige qui recouvre le siège : la fin du film qui n'est pas dévoilée dans ce synopsis, permet d'en comprendre la raison.
Résumé
En novembre 1941, parmi des millions de personnes qui fuient devant les troupes allemandes qui ont envahi l'URSS, on compte environ 3000 enfants espagnols et 500 adultes accompagnateurs. Ils se trouvent là car le gouvernement républicain en avait envoyé 30000 dans différents pays d'Europe et au Mexique pour leur épargner les horreurs de la Guerre d'Espagne. Les enfants pris en charge par l'administration soviétique et protégés jusqu'alors des conflits doivent à nouveau fuir des villes comme Léningrad, Moscou, Kiev et aller vers l'Est, loin du front, dans l'Oural. 
Le film illustre l'odyssée d'un groupe de ces jeunes espagnols et de leurs accompagnateurs.Le pays est immense et l'hiver très rude. Les conditions de transport sont précaires: les trains subissent des retards considérables car les convois de matériel et de troupes sont prioritaires; lorsqu'il n'y a plus de train le trajet se fait en camion, lorsqu'il n'y a plus de camions on se déplace en télègue, lorsqu'il n'y a plus de télègue on progresse à pied dans la neige. La nourriture manque et parfois les enfants chapardent ou volent ce qui n'est pas sans danger, ou les accompagnateurs échangent des vêtements contre de la nourriture pour ne pas mourir de faim. Il faut aussi se protéger du froid et parfois faire du troc pour passer la nuit à l'abri dans les dépendances d'une ferme car les températures sont si basses qu'elles seraient fatales pour des enfants et des adultes sous-alimentés et parfois malades. De plus l'agresseur est sans pitié : des avions mitraillent les convois et des parachutistes allemands lancés derrière les lignes russes font des "cartons" sur les fuyards. Il y a bien un court moment de répit dans un village des Allemands de la Volga qui les laissent s'installer car ils ont reçu l'ordre d'évacuer leur territoire dans les vingt-quatre heures. Néanmoins, malgré toutes ces épreuves la plupart parvient à Oufa.
Mais ce film n'est pas un documentaire et pour nous faire partager les émotions, les réflexions complexes des personnages dans ce contexte historique particulier, Carlos Iglesias a imaginé d'introduire dans le groupe une femme d'origine aristocratique, Beatriz, qui ayant eu hors mariage, un enfant, Javier, a caché son fils dans un orphelinat où grandissent des enfants de parents républicains morts pendant la guerre civile. Sa maman lui rend régulièrement visite et lorsque la famille apprend que Beatriz a eu un bébé hors mariage, son père, Bernardino Rodriguez del Olmo, la chasse du foyer. Quand Javier est envoyé en Russie, sa mère s'étant emparé des papiers d'identité de sa femme de ménage Paula tuée lors du Siège de Madrid, elle rejoint les enfants en partance pour l'URSS. Ainsi, Paula, tel est son nom dorénavant, se retrouve auprès d'Alvaro, un commissaire politique du Parti communiste espagnol qui conduit le groupe vers l'est de la Russie pour échapper à la guerre. Lorsqu'on découvre ses origines on la surveille d'autant plus qu'Alvaro est très attiré par elle ce qui, de plus, suscite des jalousies. Il fait aussi preuve d'indulgence car il n'oublie pas qu'un lieutenant de la Division Bleue (Seconde Guerre mondiale) a pris beaucoup de risques pour lui sauver la vie et sauver la vie de ses camarades près de Léningrad. 
Mais Laura aime les enfants et son dévouement, sa beauté font oublier ses origines au commissaire politique et malgré les oppositions, les contradictions, les différences exprimées, cela se termine par un mariage avec lune de miel dans un pavillon de chasse dans l'Oural.
La guerre terminée Staline autorise les Espagnols à rentrer au pays.
S'il semble facile de revenir, ces immigrants d'URSS, enfants de républicains, sont des suspects et l'objet de tracasseries de la part de l'administration franquiste. Laura retrouve son frère Jorge un membre de la Phalange espagnole qui aime plus les principes que les personnes, sa mère qui ne communique plus. Elle ne retrouve pas son père qui est mort de chagrin. Paula Beatriz essaie de réintégrer son ancien milieu mais ce qu'elle a vécu la rend étrangère à cette haute société chamarrée et frivole malgré son rôle dirigeant.
L'épilogue est à découvrir.

## Fiche technique
- Titre original : Ispansi, (ESPAÑOLES)
- Réalisation : Carlos Iglesias
- Scénario : Carlos Iglesias
- Direction artistique : Vicente Mateu, Lala Obrero
- Costumes : Eva Arretxe
- Maquillage : Almudena Fonseca, Montse Damas
- Coiffure : Pepe Juez
- Photographie : Tote Trenas, AEC
- Son : Julio Recuero, José Manuel Morel, Jorge Mira, Rodrigo Ortiz de Zárate, Jorge Marin
- Montage : Miguel Santamaria
- Musique : Mario de Benito, Almudena Fonseca
- Effets spéciaux : Raúl Romanillos (EFEX)
- Effets digitaux : Manu Horillo, I-Real Studios
- Producteurs : Antonio P. Pérez, Jose Triana
- Coproducteur : Robert Boner
- Producteurs exécutifs : Antonio P. Pérez, Jose Triana, Caco Garcia
- Producteurs associés : Ernesto Chao, Tote Trenas, Alain Petre
- Directeurs de production : Eduardo Santana, Ernesto Chao
- Société de distribution : classics Alta
- Pays de production : Espagne
- Langue originale : espagnol, russe, allemand
- Format : couleur - 16/9 anamorphique compatible 4/3 - 2,35/1 -
- Genre : Drame, historique et guerre
- Durée : 115 minutes
- Dates de sortie : 
  - Espagne : 18 novembre 2010 au Festival de cinéma latino-américain de Huelva.
  - Espagne : première le 4 mars 2011.

## Distribution
- Manuel Alonso (acteur) : un commissaire
- Algis Arlauskas : un officier russe
- Anel Aubert : un cosaque
- Yvan Auer : un chef de gare
- Gloria Avila : la doublure d'Esther Regina
- Anahi Beholi : une jeune religieuse
- Ana Beludo : une religieuse dans un camion
- Fernando Bermejo : "el mismo"?
- Gloria Blanco : Asunción, mère de Beatriz
- Isabel Blanco (actrice) : Rosario
- Alex Cañedo : un fonctionnaire
- Irene Carnero : Mercedes adulte
- Sara Castro : une femme en banlieue
- Enrique Cazoria : le Père Lejarza
- Paloma Clemente : une femme
- Francisco Conde : un garde du corps
- Olga Dinnikova : "la Suiza"?
- Fabio Dominguez : Alejandro jeune
- Dorin Dragos : Dorin, le médecin russe
- Adrián Espasandin : Javier à 10 ans
- Elena Fedorova : une russe qui chante
- José de Felipe : Tártaro
- Adriana Fernández : Mercedes enfant
- Esteban Fernández : un garçon gardant des vaches
- Carmen Frigolet : une religieuse
- José Maria Grande : un garde du corps
- Iñaki Guevara : Jorge, le frère de Beatrix
- Roberto Hijón : un officier allemand
- Carlos Iglesias : Alvaro, commissaire politique du Parti communiste espagnol
- José Antonio Izaguirre : Bernardino le père de Beatrix
- Pilar Izquierdo : une femme
- Alexandra Khlebnikova : L'employée au wagon des vivres
- Igor Krtchnoi : un chef de gare
- Daniel Kunz : un soldat allemand
- Alonso Leal : un soldat espagnol
- Francisca Linares : une religieuse dans un camion
- Carmen Luna : une concierge
- Sergueï Lykyantsev : un cosaque
- Nerea Martinez : Cristina
- Nieve de Medina : la mère supérieure
- Alina Mironova : une femme officier russe
- Paco Pérez Ortega : non crédité au générique mais figure sur la page imdb
- Bruto Pomeroy : Angel Lopéz Aguirre, un instituteur espagnol
- Esther Regina aussi appelée Esther Diaz Soto : Paula sous sa fausse identité mais en réalité Beatriz Rodriguez del Olmo, mère de Javier
- Dominique de Rivaz : une femme dans la colonne
- Mauro Rivera : un colonel
- Angela del Salto : une femme
- Eduardo Santana : un soldat espagnol
- Fernando Soria : Javier à quatre ans
- Dominik Steinmann : Alejandro adulte
- Isabelle Stoffel : Ludmila, une Bulgare
- Camino Texeira : la femme de ménage de Paula
- Eloisa Vargas : Piedad
- Esperanza de la Vega : Teresa
- André Vesnin : un capitaine russe

De plus soixante-dix enfants suisses ont participé au tournage.

## Distinctions

### Récompenses
- 2010 : Festival de cinéma latino-américain de Huelva du 13 au 20 novembre, prix du public.
- 2014 : Distinction honorifique accordée par le festival international pour la diversité "Andoenredando" à Torre Pacheco en Murcie. (Engagement social pour son travail, notamment lié à l'émigration espagnole).

### Nominations
- 2011 : Prix de l'Union des acteurs, Esther Regina, meilleure révélation féminine.

### Sélections
- 2011 : Festival international du film de Moscou du 23 juin au 2 juillet.
- 2011 : Festival international du cinéma de Vologda (VOICES : Vologda Independent Cinema from European) du 5 au 10 juillet.
- 2011 : Festival international du film latino de Los Angeles du  17 juillet au 25 juillet.
- 2011 : 31e festival du film de Cambridge du 15 au 18 septembre.
- 2011 : Festival de Lucerne du 19 au 22 octobre
- 2011 : Festival international du film de Valladolid du 22 au 29 octobre.
- 2011 : 22e festival du film de Cottbus du 6 au 11 novembre.
- 2012 : 9e festival de cinéma de Todos Santos du 23 au 27 février poursuivi à La Paz du 28 février au 3 mars.
- 2012 : 27e Festival international du film de Guadalajara du 2 au 10 mars.
- 2012 : Festival du cinéma espagnol à Nantes du 15 mars au 27 mars.
- 2012 : Festival du film de Spolète (Sans frontières), au mois de juillet.
- 2012 : 10e Festival international du film de Morelia du 3 au 11 novembre.

## Autour du film
- Eloisa Vargas qui joue le rôle de Piedad est à la ville l'épouse de Carlos Iglesias.
- Sur le boîtier de DVD distribué en France le titre est «ISPДИSI» avec cinq lettres de l'alphabet latin et deux lettres de l'alphabet cyrillique. Il ne s'agit pas de la traduction de «ESPAÑOLES» en russe mais d'un calligramme reflétant le contexte russe et espagnol de l'histoire. «ESPAÑOLES» aurait été traduit en russe par «ИСПАНСКИЙ».
- Le scénario rédigé par Carlos Iglesias s'appuie sur trente-sept témoignages de survivants sur les 3000 enfants qui avaient été envoyés en URSS
- Le site du dépôt de Saint-Sulpice (Neuchâtel) et diverses machines apparaissent lors de scènes tournées entre le 16 et le 23 janvier 2010. Pour plus de détails se référer à Vapeur Val-de-Travers.
- Ce film a été en partie tourné dans le district des Franches-Montagnes. On y reconnaît l'étang de la Gruère.
- Le Canton du Jura où il a été tourné a versé une aide de 200 000 francs si l'on en croit le bulletin de la RTS le 22 janvier 2011 à 12 h.
- José de Felipe Arnaiz dirige la chorale des enfants
- La quasi-totalité des renseignements figurant sur cette page a été puisée dans le DVD du film.